# Charles E. Barber
Charles Edward Barber  (16 de noviembre de 1840 - 18 de febrero de 1917) fue el sexto grabador jefe de la Casa de la Moneda de los Estados Unidos desde 1879 hasta su muerte en 1917. Tuvo una larga y fructífera carrera en monedas, diseñando la mayoría de las monedas producidas en el menta durante su tiempo como jefe grabador. Hizo diseños completos de monedas, y diseñó alrededor de 30 medallas en su vida. Las monedas Barber fueron nombradas en su honor. Además, Barber diseñó una serie de monedas conmemorativas, algunas en colaboración con el ayudante del grabador George T. Morgan. Para el popular medio dólar colombiano, y el medio dólar y el águila de cuarto de dólar de Panamá-Pacífico, Barber diseñó el anverso y Morgan el reverso. Barber también diseñó las monedas de 1883 para el Reino de Hawái, y también las monedas cubanas de 1915. El diseño de Barber en la moneda de 5 centavos de Cuba permaneció en uso hasta 1961. 
Barber fue sucedido como grabador jefe por George T. Morgan. 

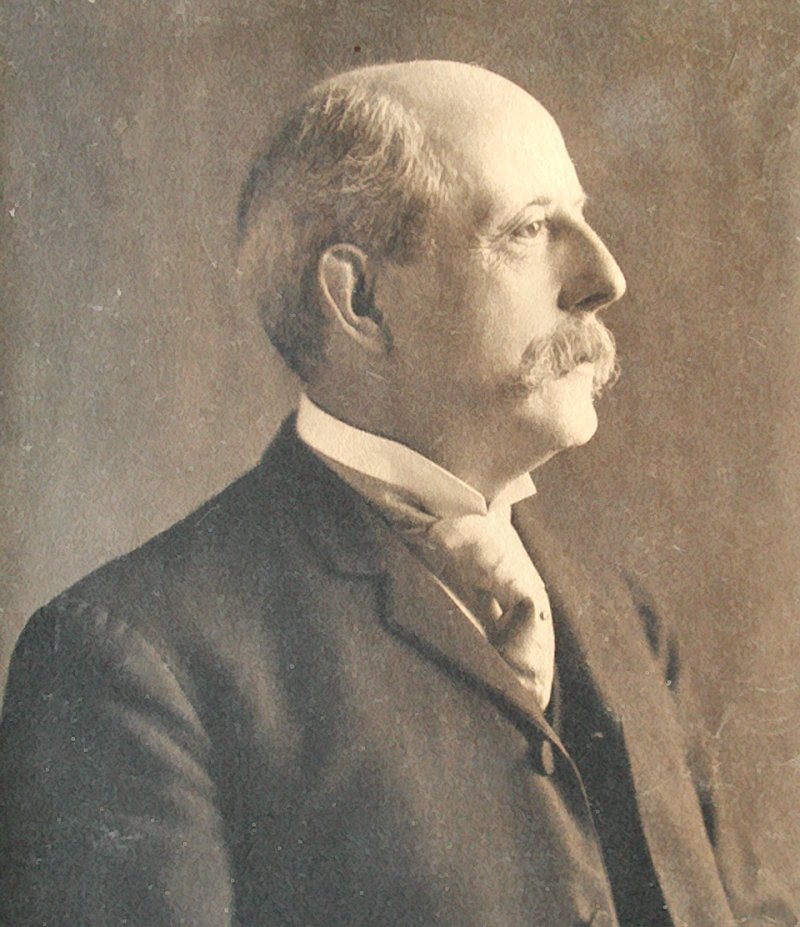
Charles E.Barber

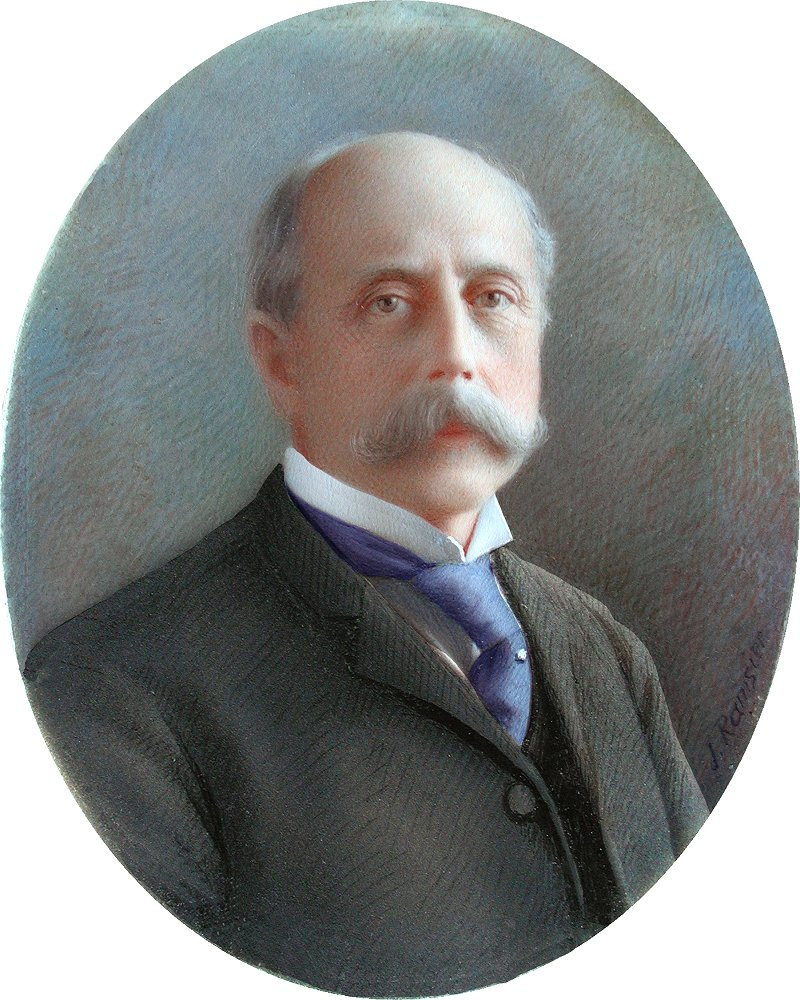
CharlesEBarber-painting 01